# Неверно (фильм)
«Неверно»  [либо «Дурь»] (англ. Wrong) —  фильм абсурда французского режиссёра Квентина Дюпье, выпущенный в 2012 году. Фильм был представлен на фестивале Sundance, где был номинирован на Гран-При фестиваля.

## Сюжет
Однажды утром, Дольф Спрингер просыпается ровно в 7:60 и узнает, что его пёс по кличке Пол пропал, а во дворе пальма, которую посадил садовник,   превратилась в ель. На работе, откуда его выгнали три месяца назад, идет дождь, а нимфоманка из пиццерии принимает его садовника за него самого. Несмотря на пропажу пса, Дольф продолжает накладывать Полу еду в кормушку и подзывать пса его любимой игрушкой-«пищалкой». И чтобы вернуть жизнь в нормальное русло, он отправляется на поиски пса.
Некий Мастер Чанг назначает Дольфу встречу в лесу насчёт исчезновения Пола. Чанг рассказывает Дольфу, что он является владельцем компании, которая похищает животных, чтобы хозяева осознали их значимость, а затем возвращает животных обратно. Но с Полом система сломалась. Сотрудник компании, которому было поручено похитить Пола, попал в автокатастрофу и сгорел в автомобиле, перевозившем собаку в клетке. Однако собаке удалось спастись, поскольку клетка была открыта. Чанг признаёт свою ошибку и нанимает частного детектива для поиска Пола.
Тем временем садовник, воспользовавшись случаем, представляется Дольфом в разговоре с работницей пиццерии Эммой. Они занимаются сексом в мотеле, после чего нимфоманка заявляет лже-Дольфу, что хочет уйти от мужа и жить с ним.  Садовник невозмутимо благодарит Эмму и уезжает от неё.
Детектив Ронни приступает к поискам пса. Он осматривает дом Дольфа и расспрашивает его самого в поисках улик. Особое внимание он уделяет фекалиям пса. Садовник, который привёз новую пальму, внезапно почувствовал себя плохо. Пока Дольф ходил в дом за водой для него, садовник умер, и его труп увезла машина скорой помощи.
При следующей встрече Чанг говорит Дольфу, что тот приснился ему во сне, в котором Пол сидел в автобусе как обычный пассажир. Кроме этого Чанг сообщил, что они только что похитили собаку очередной жертвы, которая не расстроилась и успела купить нового питомца. Чанг предлагает Дольфу приютить похищенную собаку, пока детектив не найдёт Пола. Дольф отказывается.
При возвращении домой Дольфа поджидает Эмма, которая удивлена тем, как изменился Дольф с прошлой ночи. Тем не менее, она признаётся ему в любви. Эмма входит в дом и начинает бесцеремонно раскладывать свои вещи, заранее упакованные в коробки. Затем она сверлит стену и вешает своё фото. Называя Дольфа «дорогой» пытается оккупировать его шкаф для своей одежды. Тут Дольф сорвался и обматерил её. Вечером, выходя из ванной, она заявляет Дольфу, что беременна от него. Но Дольф не реагирует — он только что медитировал и увидел живого Пола в своём воображении.
Утром Дольфа встречает садовник, умерший накануне, который собирается пересадить пальму. Дольф уезжает на встречу с детективом Ронни. Эмма опять признаёт в садовнике Дольфа. Они начинают обсуждать возможные имена для их малыша. Внезапно у Эммы начинаются родовые схватки. Она требует отвезти её на пляж, где она мечтает родить ребёнка.
А пока Дольф встречается с Ронни, у которого есть новости о Поле. Ронни показывает видео, восстановленное из памяти собачьих фекалий. На видео дерьмо Пола проходит через желудочно-кишечный тракт собаки и выходит наружу точно в 7:26 утра. Глазами какашки они видят газон, собаку и автомобиль похитителя. Ронни заявляет, что скоро он найдёт злоумышленника. Но Дольф сообщает, что он знает похитителя. Входит секретарша Ронни и говорит, что Чанг попросил закрыть это дело. Ронни взбешён и в гневе разбивает о спину Дольфа свой стул.
Раненный Дольф бредёт по улице. Мимо проезжает автобус, из которого выбегает Пол. Всё произошло как во сне Мастера Чанга.

## В ролях
| Актер            | Роль                   |
| ---------------- | ---------------------- |
| Джек Плотник     | Дольф Спрингер         |
| Эрик Жюдор       | Виктор                 |
| Алексис Дзена    | Эмма                   |
| Стив Литтл       | Детектив Ронни         |
| Уильям Фихтнер   | Мастер Чанг            |
| Реган Барнс      | Майк                   |
| Марк Бёрнэм      | Полицейский            |
| Арден Майрин     | Габриэль               |
| Чарли Кунц       | Ричард                 |
| Мэйл Флэнеган    | Фар                    |
| Гэри Валентайн   | Работник скорой помощи |
| Бари Алан Левайн | Работник заправки      |

## Отзывы
IndieWire:
Удивительно забавное, головокружительное путешествие. Оно становится ещё более экстремальным по мере того, как Дюпье рассказывает историю, наслаждаясь беспрерывной бомбардировкой нелогичными и смешными выводами. Снятый в ярких цветах, которые по ходу развития сюжета изображают и чистый пригород, и пейзаж
бесплодной пустыни, WRONG – это прекрасно исполненная шутка от начала до конца.